# 동부간선도로
동부간선도로(東部幹線道路)는 서울특별시 송파구 장지동 복정 교차로(장지 나들목)와 경기도 의정부시 장암동 상촌 나들목을 잇는 서울특별시의 주요 간선도로다. 이 도로의 총 연장은 32.53km이고 서울특별시도 남북측 간선도로 중에서 6번째 도로에 속한다. 이 도로의 한강 이북 구간은 추가령 구조곡을 따라다니고, 한강 이남 구간은 신갈 단층을 따라다닌다.

## 연혁
- 1988년[5] : 당현4교 ~ 상계주공 16단지 4km 구간 완공[6]
- 1992년 1월 29일 : 군자교 ~ 당현4교 9.3km 구간 개통[7]
- 1992년 12월 18일 : 용비교 ~ 군자교 4.9km 구간 개통[8]
- 1993년 12월 31일 : 청담대교 착공[9]
- 1994년 4월 30일 : 용비교 ~ 상경국교(상계주공 16단지) 18.1km 구간 자동차 전용도로로 지정하고 노선명을 동부간선도로라 칭함.[10]
- 1994년 7월 31일 : 상계주공 16단지 ~ 수락지하차도 2.1km 구간 개통[11]
- 1997년 5월 10일 : 상경초교(상계주공 16단지) ~ 수락지하차도(노원구 상계동) 1.71km 구간을 자동차 전용도로로 지정[12]
- 1997년 5월 26일 : 장지 ~ 수서 도시고속도로(송파구 장지동 성남시계 ~ 강남구 수서동 수서 나들목) 3.9km 구간을 자동차 전용도로로 지정[13]
- 1997년 12월 2일 : 장지 ~ 수서 도시고속도로 개통[14]
- 1998년 12월 : 수서 나들목 ~ 올림픽대로 4.7km 구간 개통[15]
- 1999년 6월 30일 : 강남구 삼성동 올림픽대로 ~ 수서동 수서 나들목 4.7km 구간을 자동차 전용도로로 지정[16]
- 1999년 12월 23일 : 청담대교 개통[17]
- 2000년 6월 30일 : 청담대교 1.211km 구간을 자동차 전용도로로 지정[18]
- 2017년 1월 1일 : 노원구 상계동 수락지하차도 ~ 의정부시 장암동 상촌 나들목 2.94km 구간 서울 방향 개통[19]
- 2017년 1월 2일 : 2개 이상 시·도에 걸쳐 있는 도로로 동부간선로를 고시[20]
- 2018년 12월 31일 : 노원구 상계동 수락지하차도 ~ 의정부시 장암동 상촌 나들목 2.94km 구간 의정부 방향 개통[21]
- 2019년 말 : 상계교 ~ 의정부시계 2.25km 구간 왕복 6차로 확장 개통
- 2020년 12월 30일 : 월계1교 ~ 상계교 4.6km 구간 성수대교 방향 편도 3차로 확장 개통 (초안산지하차도, 도봉지하차도) 및 상계교 ~ 의정부시계 2.25km 구간 정비 완료[22]
- 2021년 12월 : 월계1교 ~ 상계교 4.6km 구간 의정부 방향 편도 3차로 확장 개통
- 2024년 10월 2일: 월릉교 ~대치동  12.5㎞ 지하 구간 착공[23]

## 경유지
경기도
- 의정부시 장암동

서울특별시
- 노원구 - 노원구 / 도봉구 - 중랑구 / 성북구 - 중랑구 / 동대문구 - 광진구 / 동대문구 - 성동구 - 광진구 - 강남구 - 송파구

## 노선

### 한강 이남 구간
- 시설물
  - IC : 나들목(Interchange)
  - JC : 분기점(Junction)
  - BR : 교량(Bridge)

| 종류              | 이름              | 접속 노선                          | 소재지            | 소재지            | 비고 |
| 분당수서로와 직결 | 분당수서로와 직결 | 분당수서로와 직결                  | 분당수서로와 직결 | 분당수서로와 직결 | 분당수서로와 직결                                                                                                 |
| ----------------- | ----------------- | ---------------------------------- | ----------------- | ----------------- | --- |
| IC                | 복정 교차로       | 헌릉로                             | 서울특별시        | 송파구            | 기점 복정역 교차로 통해 국도 제3호선, 송파 나들목 (100호선 수도권제1순환고속도로)이용 가능 우회전 방향만 이용가능 |
| IC                | 위례 나들목       | 탄천동로                           | 서울특별시        | 송파구            | 탄천고가교 구간 청담대교 방향 진입만 가능 분당 방향 진출만 가능                                                   |
| IC                | 자곡 나들목       | 자곡로                             | 서울특별시        | 강남구            | 탄천고가교 구간 청담대교 방향 진입만 가능 분당 방향 진출만 가능                                                   |
| IC                | 수서 나들목       | 국가지원지방도 제23호선 (양재대로) | 서울특별시        | 강남구            | 수서지하차도 구간 청담대교 방향 진출만 가능 분당 방향 진입만 가능                                                 |
| IC                | 탄천1교           | 남부순환로                         | 서울특별시        | 강남구            | 탄천2고가교 구간 청담대교 방향 진입만 가능 분당 방향 진출만 가능                                                  |
| JC                | 청담대교 남단     | 올림픽대로 봉은사로                | 서울특별시        | 강남구            | 탄천2고가교 구간 청담대교 방향 진출만 가능 분당 방향 진입만 가능 봉은사로는 청담대교 방향만 진출 가능             |
| BR                | 청담대교          |                                    | 서울특별시        | 강남구            | |
| BR                | 청담대교          | 광진구                             | 서울특별시        |                   | |
| JC                | 청담대교 북단     | 국도 제46호선 (강변북로) 능동로    | 서울특별시        |                   | |
| 강변북로와 직결   |                   |                                    |                   |                   | |

### 강변북로중첩 구간
청담대교 ~ 성수대교 구간은 강변북로(서울특별시도 제70호선, 국도 제46호선, 국가지원지방도 제23호선)와 중첩된다.
- 청담대교 북단
- 영동대교 북단
- 성수대교 분기점

### 한강 이북 구간
- 시설물
  - IC : 나들목(Interchange)
  - JC : 분기점(Junction)
  - IS : 평면교차로(Intersection)
  - BR : 교량(Bridge)
  - UD : 지하차도(Underpass)
- 시설물의 명칭이 미상인 곳은 괄호로 표기함.
- (■): 성수대교 방향 전용
- (■): 의정부 방향 전용

| 종류                       | 이름                 | 접속 노선                         | 소재지     | 소재지                | 비고                                                                                                  |
| -------------------------- | -------------------- | --------------------------------- | ---------- | --------------------- | --- |
| JC                         | 성수대교 분기점      | 국도 제46호선 (강변북로) 언주로   | 서울특별시 | 성동구                | 동부간선도로 상의 표지판에는 강변북로분기점으로 표기되어 있다.                                        |
| IC                         | 용비교               | 뚝섬로                            | 서울특별시 | 성동구                | 성수대교 방향 진출만 가능                                                                             |
| IC                         | 응봉교               | 고산자로                          | 서울특별시 | 성동구                | 의정부 방향 진입만 가능                                                                               |
| JC                         | 성동 분기점          | 내부순환로                        | 서울특별시 | 성동구                | 도로 표지판에는 내부순환로분기점으로 표기되어 있다. 의정부 방향 진출만 가능 성수대교 방향 진입만 가능 |
| BR                         | 송정교               |                                   | 서울특별시 | 성동구                | |
| IC                         | 군자교               | 천호대로                          | 서울특별시 | 성동구                | |
| IC                         | 군자교               | 천호대로                          | 서울특별시 | 서:동대문구 동:광진구 | |
| IC                         | 장안교               | 사가정로                          | 서울특별시 | 서:동대문구 동:중랑구 | |
| IC                         | 중랑교               | 국도 제6호선 (망우로)             | 서울특별시 | 서:동대문구 동:중랑구 | |
| JC                         | 월릉교 (월릉 나들목) | 북부간선도로 화랑로 마들로 섬밭로 | 서울특별시 | 노원구                | 북부간선도로는 하월곡 방면으로만 양방향 진출입 가능                                                   |
| IC                         | 월계1교              | 월계로 한글비석로                 | 서울특별시 | 노원구                | |
| BR                         | 당현4교              |                                   | 서울특별시 | 노원구                | ■초안산지하차도 구간                                                                                  |
| IC                         | (초안산 앞)          | 마들로                            | 서울특별시 | 서:도봉구 동:노원구   | 성수대교 방향 진입만 가능                                                                             |
| IS                         | 녹천교               | 덕릉로                            | 서울특별시 | 서:도봉구 동:노원구   | ■마들지하차도 구간 ■도봉지하차도 구간                                                                 |
| IS                         | (명칭 미상)          | 동일로213길                       | 서울특별시 | 서:도봉구 동:노원구   | ■도봉지하차도 구간                                                                                    |
| IS                         | (명칭 미상)          | 동일로215길                       | 서울특별시 | 서:도봉구 동:노원구   | ■도봉지하차도 구간                                                                                    |
| IS                         | 창동교               | 노해로                            | 서울특별시 | 서:도봉구 동:노원구   | ■노원지하차도 구간 ■도봉지하차도 구간                                                                 |
| IC                         | (자운고 앞)          | 마들로                            | 서울특별시 | 서:도봉구 동:노원구   | 성수대교 방향 진입만 가능 ■도봉지하차도 구간                                                          |
| IS                         | 상계교               | 노원로 방학로                     | 서울특별시 | 서:도봉구 동:노원구   | 성수대교 방향 진입불가 ■상계지하차도 구간 ■도봉지하차도 구간                                          |
| IS                         | (명칭 미상)          | 한글비석로                        | 서울특별시 | 노원구                | ■도봉지하차도 구간                                                                                    |
| IS                         | (명칭 미상)          | 동일로227길                       | 서울특별시 | 노원구                | ■도봉지하차도 구간                                                                                    |
| IS                         | (명칭 미상)          | 수락산로                          | 서울특별시 | 노원구                | |
| IS                         | 노원교               | 국도 제3호선 (동일로243길)        | 서울특별시 | 노원구                | 수락고가차도 구간 의정부 방향 진출만 가능 성수대교 방향 진입만 가능                                   |
| IC                         | (수락지하차도)       | 국도 제3호선 (동일로)             | 서울특별시 | 노원구                | 의정부 방향 진출만 가능 성수대교 방향 진입만 가능                                                     |
| UD                         | 상도지하차도         |                                   | 경기도     | 의정부시              | |
| UD                         | 장암지하차도         |                                   | 경기도     | 의정부시              | |
| IC                         | 상촌 나들목          | 국도 제3호선 (동일로)             | 경기도     | 의정부시              | 종점                                                                                                  |
| 국도 제3호선 동일로와 직결 |                      |                                   |            |                       | |

## 도로명
- 복정 교차로 ~ 청담대교 북단 : 분당수서로
- 청담대교 북단 ~ 성수대교 분기점[26] : 강변북로
- 성수대교 분기점 ~ 상촌 나들목 : 동부간선로

## 주의 사항
이 도로는 전체 구간이 자동차 전용도로로 지정되어 있어서 이륜자동차(모터사이클과 오토바이)는 긴급자동차(싸이카와 소방용 모터사이클 등)에 한해 진입이 가능하며, 그 밖의 이륜자동차는 진입할 수 없다. 또한 이 도로는 탄천과 중랑천을 지나고 있으므로 석유, 가스, 화학물질 등을 싣고 가는 화물차량은 진입이 제한된다.

## 미래
영동대로 지하화와 함께 동부간선도로도 지하화가 포함되었다.

## 사진

동부간선도로 (응봉역과 응봉교가 보인다.)
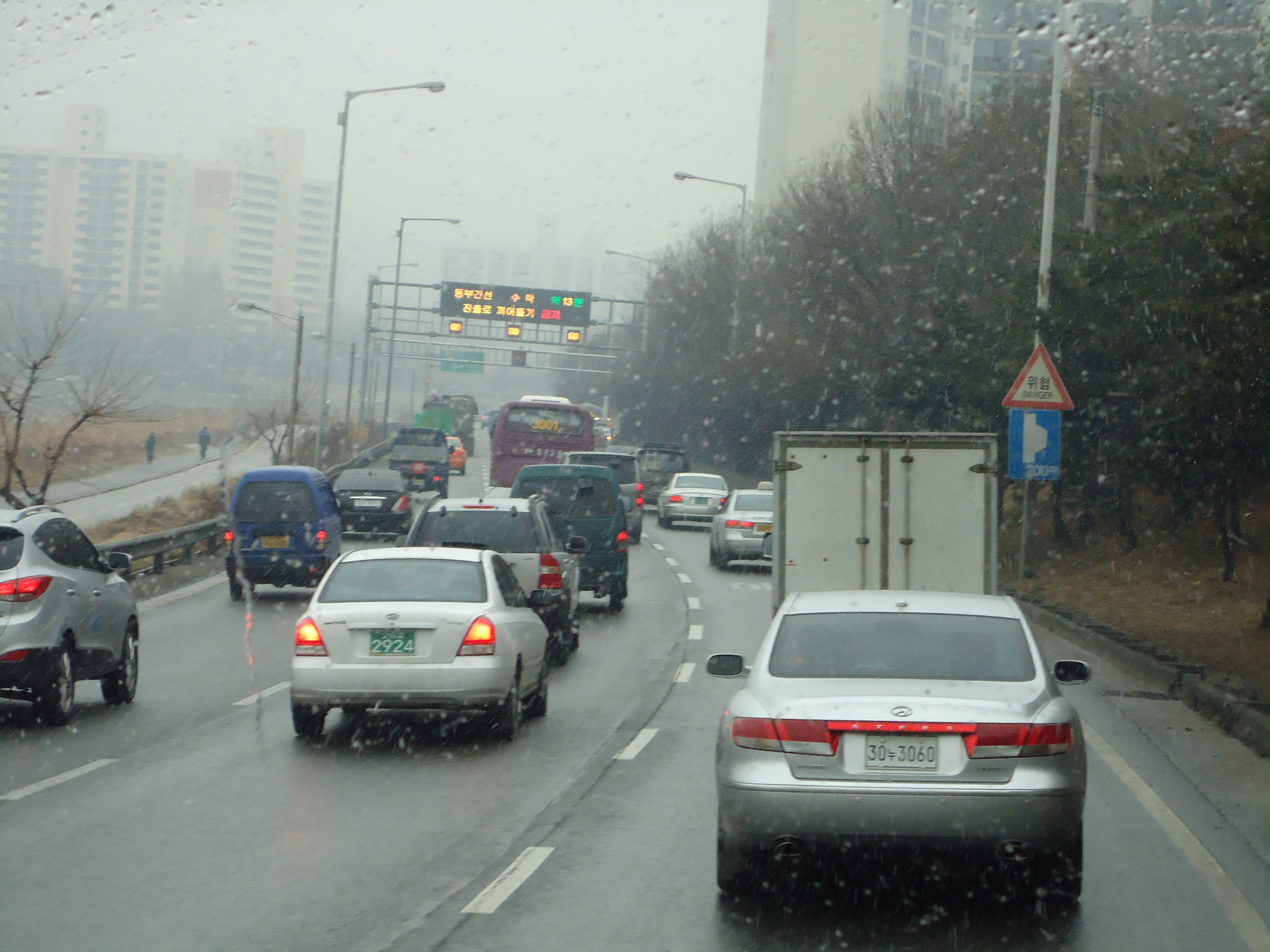
동부간선도로는 하루 종일 정체를 겪는 도로 중 하나이다.(사진은 의정부방향)
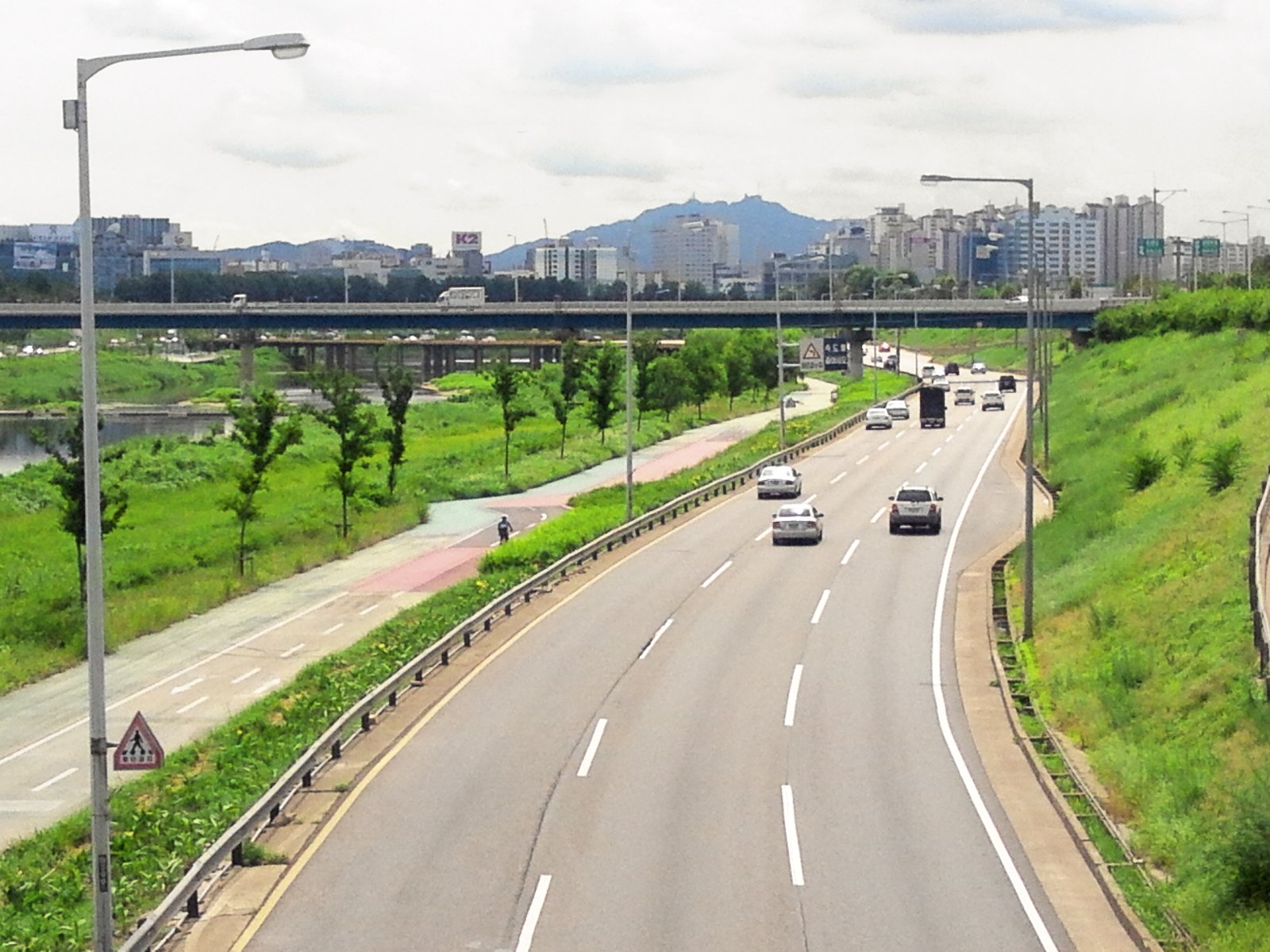
동부간선도로 성수동,분당방면(송정교 부근)
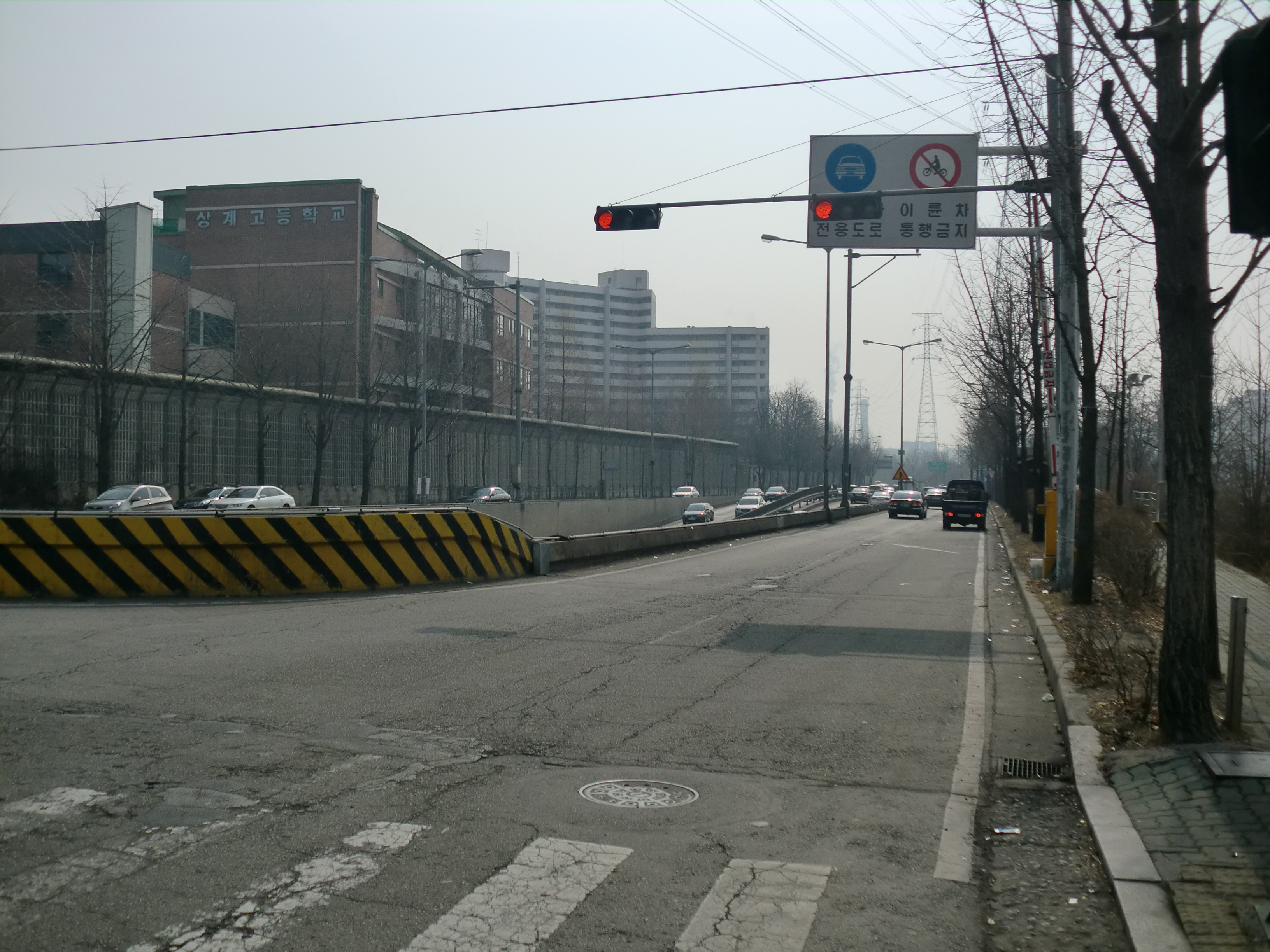
창동교 인근 성수동,분당방면 (현재 이곳은 의정부방면으로만 진출입이 가능하다.)
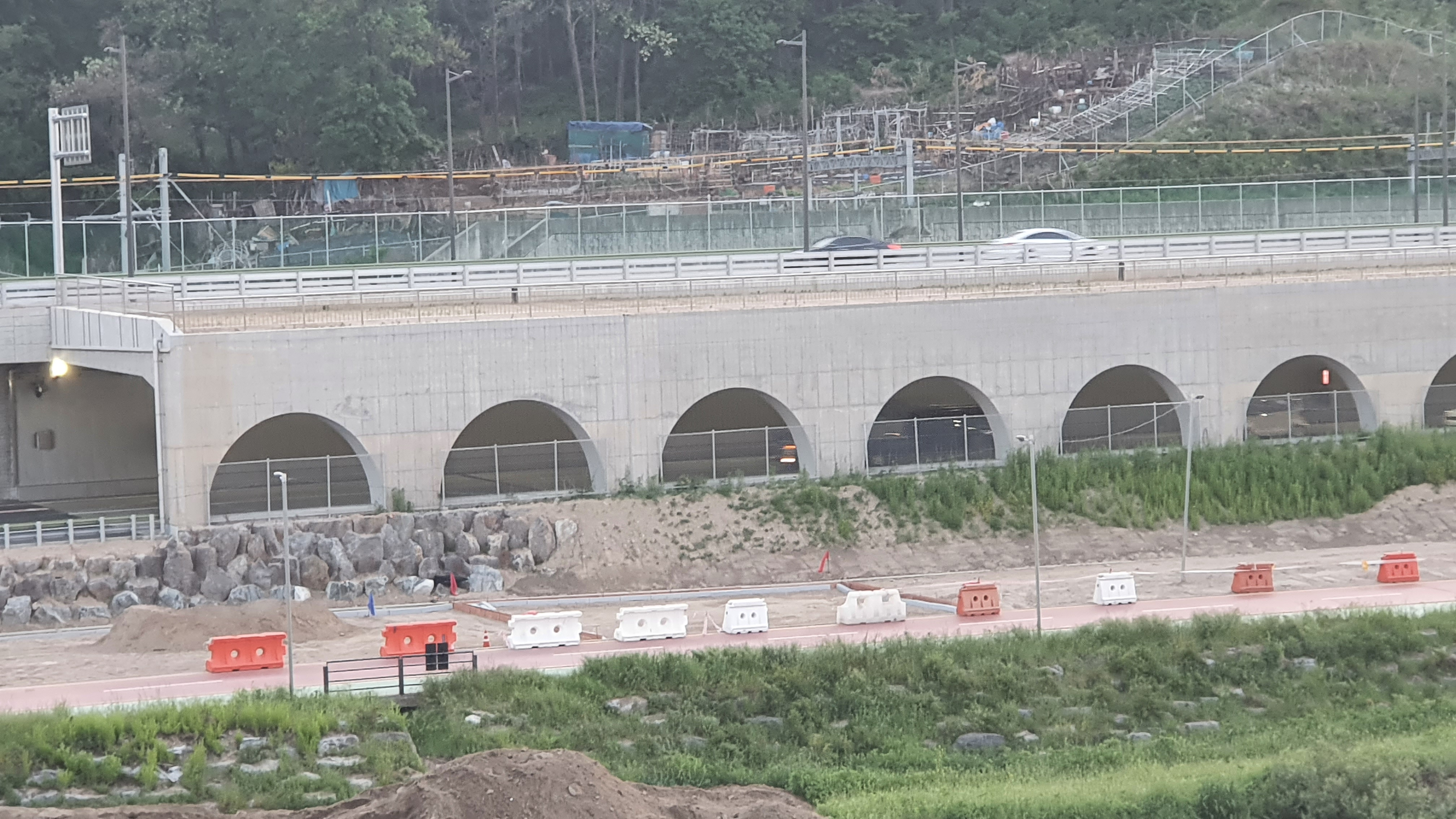
동부간선도로 확장 공사 이후 월계동 구간(성수동,분당방면). 확장 공사로 인해 복정방면에 한해 중랑천을 건너던 하계교는 철거되었다.
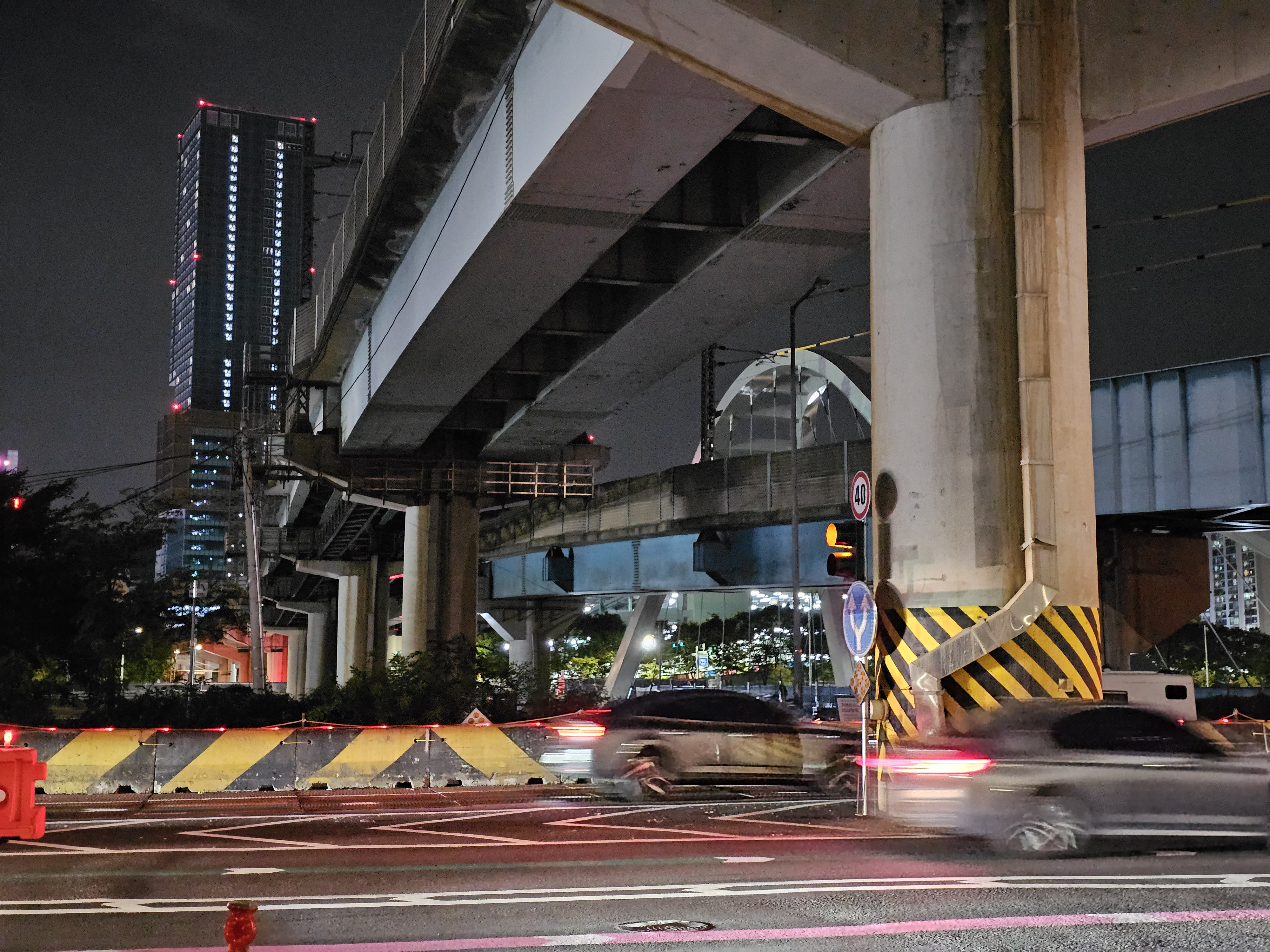
동부간선도로 의정부시 방향 상계동 구간과 수도권 전철 4호선 창동철교

## 같이 보기
- 강변북로
- 분당수서로
- 영동대로 복합환승센터